# Lambdavarrat

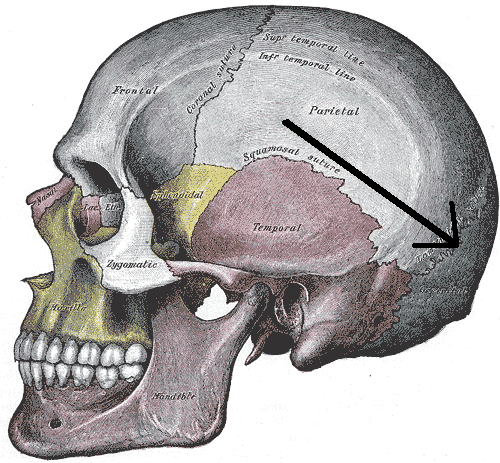
A koponya látható oldalról, hátul pedig a lambdavarrat

A lambdavarrat (sutura lambdoidea) az agykoponya hátsó alsó részén található kapcsolódási ízesülési varrat, mely elválasztja egymástól a nyakszirtcsontot (Os occipitale) és a páros falcsontot (Os parietale).

## Problémák az illeszkedéssel
Születéskor és utána kb. 12 hónapig a varrat nem alakul ki, helyette kutacs van. Ha a csontok rosszul illeszkednek össze (egyik oldalon túl gyorsan történik meg a csontosodás), a koponya csavartnak fog tűnni és aszimmetrikus lesz. Az ilyenkor kialakuló fejlődési rendellenességet ferdefejűségnek (plagiocephalicus) nevezzük.